# Banhado dos Pachecos
Banhado dos Pachecos är en sumpmark i Brasilien.   Den ligger i delstaten Rio Grande do Sul, i den södra delen av landet, 1 600 km söder om huvudstaden Brasília.
Omgivningarna runt Banhado dos Pachecos är huvudsakligen savann. Runt Banhado dos Pachecos är det glesbefolkat, med 12 invånare per kvadratkilometer.